# 本銚子町
本銚子町（もとちょうしまち）は、千葉県海上郡に存在した町。現在の銚子市の東北端に位置していた。

## 地理
- 現在の銚子市の北東部に位置する。
- 村は利根川の南岸に位置している。
- 村域は台地と平地が入り組む谷戸が多い地形になっている。

## 歴史
- 1889年（明治22年）4月1日 - 町村制施行に伴い、飯沼村が単独で村制施行して発足。
- 1933年（昭和8年）2月11日 - 銚子町、西銚子町、豊浦村と合併し、銚子市が発足。同日本銚子町廃止。

| 1868年 以前 | 1868年 以前 | 明治22年 4月1日 | 昭和8年 2月11日 | 現在   |
| ----------- | ----------- | --------------- | --------------- | ------ |
|             | 飯沼村      | 本銚子町        | 銚子市          | 銚子市 |

## 人口・世帯

### 人口
総数 [単位： 人]
| 1891年（明治24年） | 15,484 |
| 1908年（明治41年） | 17,824 |
| 1920年（大正 9年） | 16,917 |

### 世帯
総数 [単位： 世帯]
| 1920年（大正 9年） | 3,636 |

## 交通

### 鉄道
- 銚子鉄道（ → 銚子電気鉄道）
  - ■銚子鉄道線（ → 銚子電気鉄道線）
    - 観音駅 - 本銚子駅 - 笠上黒生駅